# Manoscritto

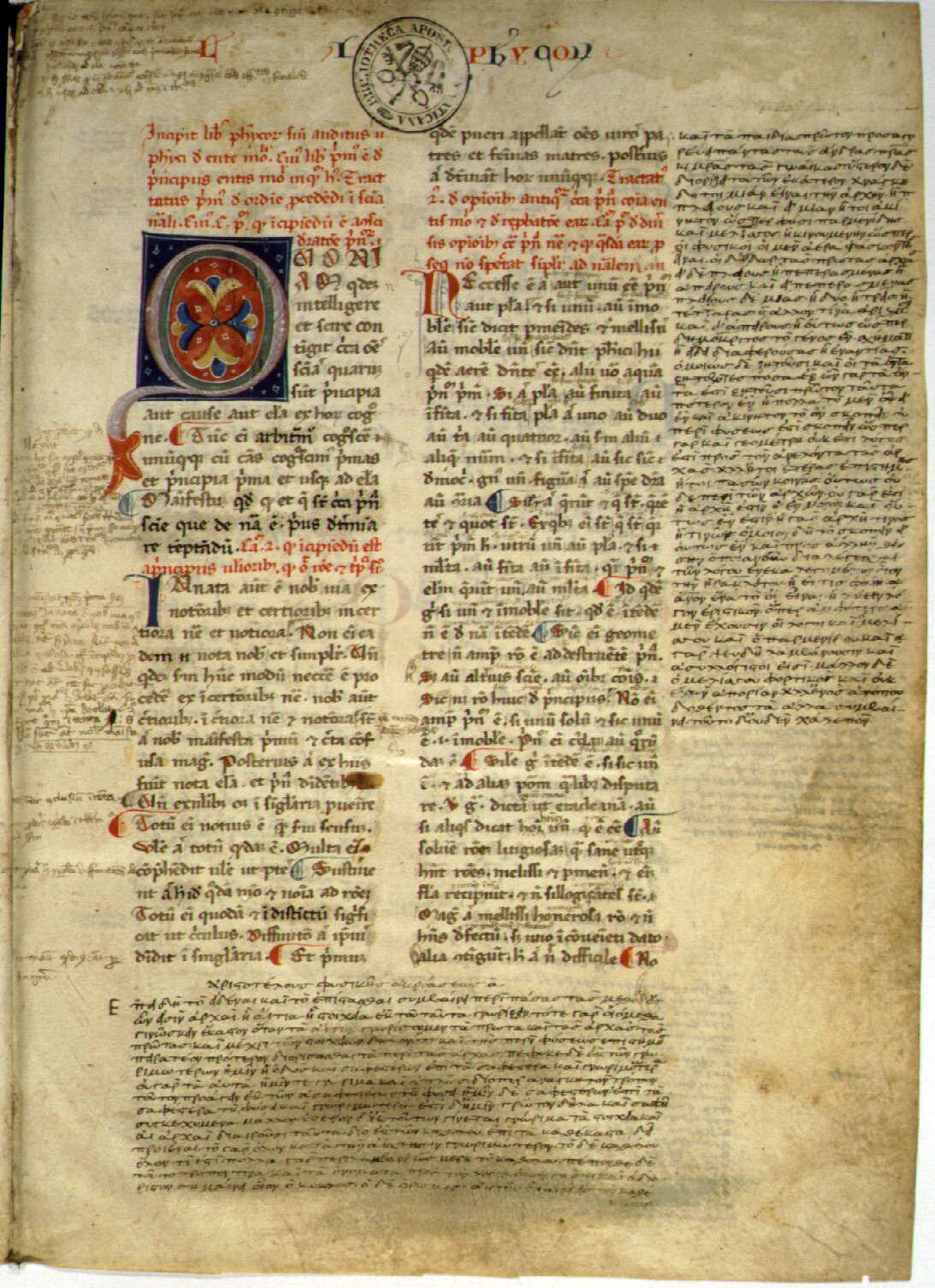
Un manoscritto medievale in latino della Fisica di Aristotele.

Un manoscritto (dal latino manu scriptus, cioè "scritto a mano", abbreviato in inventari e cataloghi come ms. al singolare e mss. al plurale) è un qualsiasi documento scritto a mano, in opposizione a quelli stampati o riprodotti in un qualsiasi altro modo. Rientrano quindi in questa categoria anche i graffiti e le incisioni (su tavolette di qualsiasi materiale). Comunemente, però, con questo termine si designano testi scritti a mano e redatti in forma di libro. In editoria sono considerati manoscritti anche i testi dattiloscritti che non sono ancora passati attraverso il processo di stampa. L'esempio tipico è la copia che l'autore ha scritto personalmente. Sua caratteristica precipua dev'essere l'unicità.
Il periodo d'oro dei manoscritti è situato nel Medioevo, quando gli amanuensi trascrissero migliaia di testi dell'antichità conservandoli in codici che li hanno preservati nei secoli. La disciplina che studia i manoscritti in quanto oggetti è la codicologia, mentre lo studio della scrittura è affidato alla paleografia. Lo studio e l'edizione dei testi contenuti nei manoscritti è di competenza della filologia.
I manoscritti non sono definiti dal loro contenuto, che può essere contraddistinto da testo in prosa come da calcoli matematici, mappe, figure esplicative o illustrazioni. I manoscritti possono essere in forma di libro, di pergamena o in formato codex. I manoscritti miniati sono arricchiti da immagini, decorazioni ai bordi, lettere iniziali in rilievo o illustrazioni a piena pagina.

## Sfondo culturale

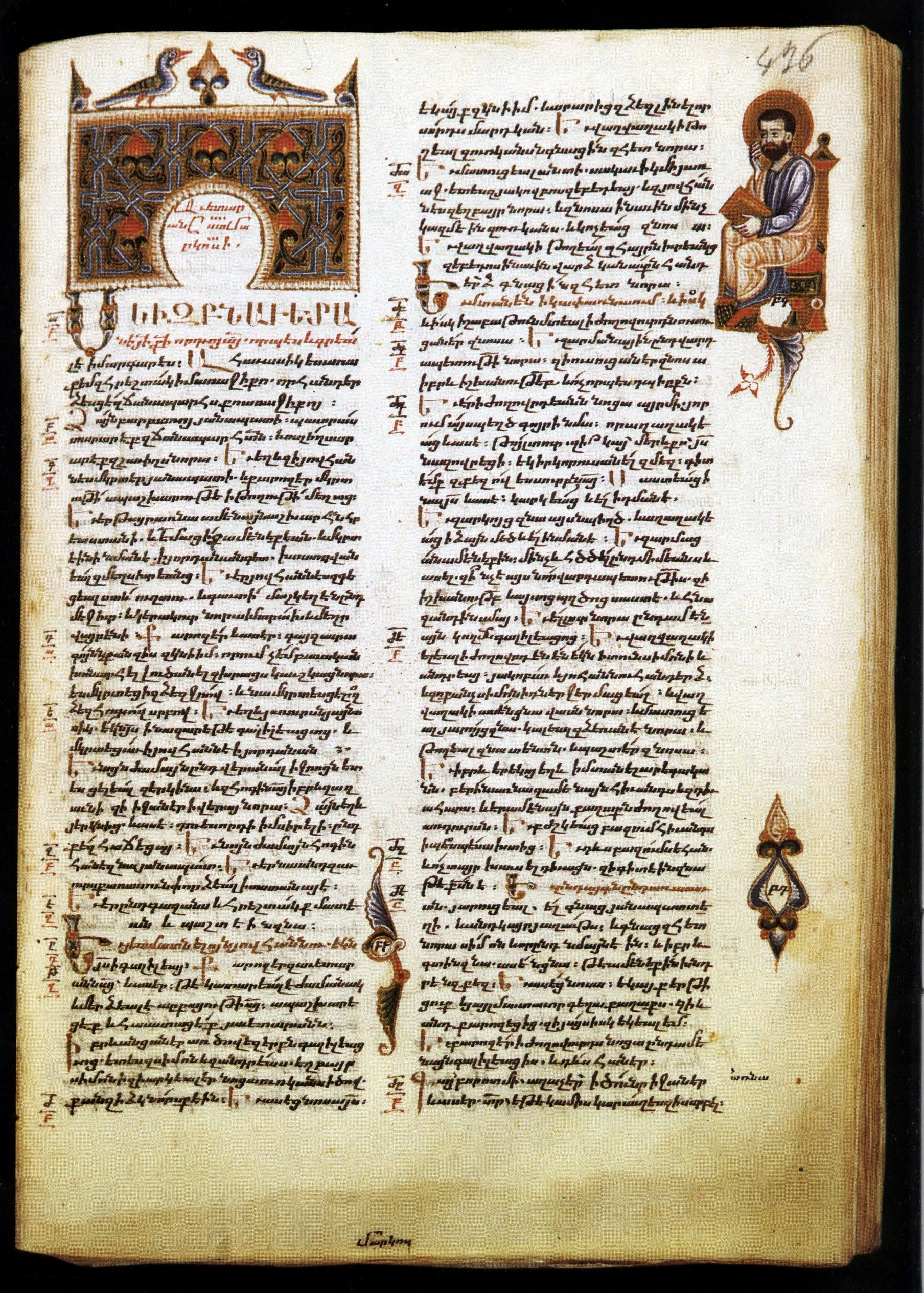
Manoscritto armeno.

Prima dell'invenzione della stampa xilografica in Cina o del tipo mobile in Europa, tutti i documenti scritti dovevano essere entrambi prodotti e riprodotti a mano. Storicamente, i manoscritti sono stati prodotti in forma di pergamene (volumen in latino) o libri (codici). I manoscritti venivano di solito realizzati su pergamena, papiro o carta. In Russia sono sopravvissuti documenti realizzati su corteccia di betulla risalenti all'XI secolo. In India, il manoscritto di foglie di palma, con una caratteristica forma rettangolare lunga, fu usato dall'antichità fino al XIX secolo. La carta si diffuse dalla Cina attraverso il mondo islamico verso l'Europa entro il XIV secolo, e alla fine del XV secolo aveva ampiamente sostituito la pergamena per molti scopi.
Sono diversi i manoscritti dell'antichità che si sono preservati giungendo poi a noi perfettamente leggibili. I più antichi manoscritti venivano preservati dal caldo e dall'aridità tipici delle zone mediorientali vedendo collocati all'interno di sarcofagi in tombe egizie, o riutilizzati come involucri Per le mummie, o secretati per la conservazione in barattoli e sepolti (Codici di Nag Hammadi) o conservata in grotte asciutte (pergamene del Mar Morto). Manoscritti in lingue tochariche, scritti su foglie di palma, sopravvissero nelle sepolture nel deserto nel bacino del Tarim dell'Asia centrale. La cenere vulcanica conservò poi parte della biblioteca romana della Villa dei Papiri di Ercolano.

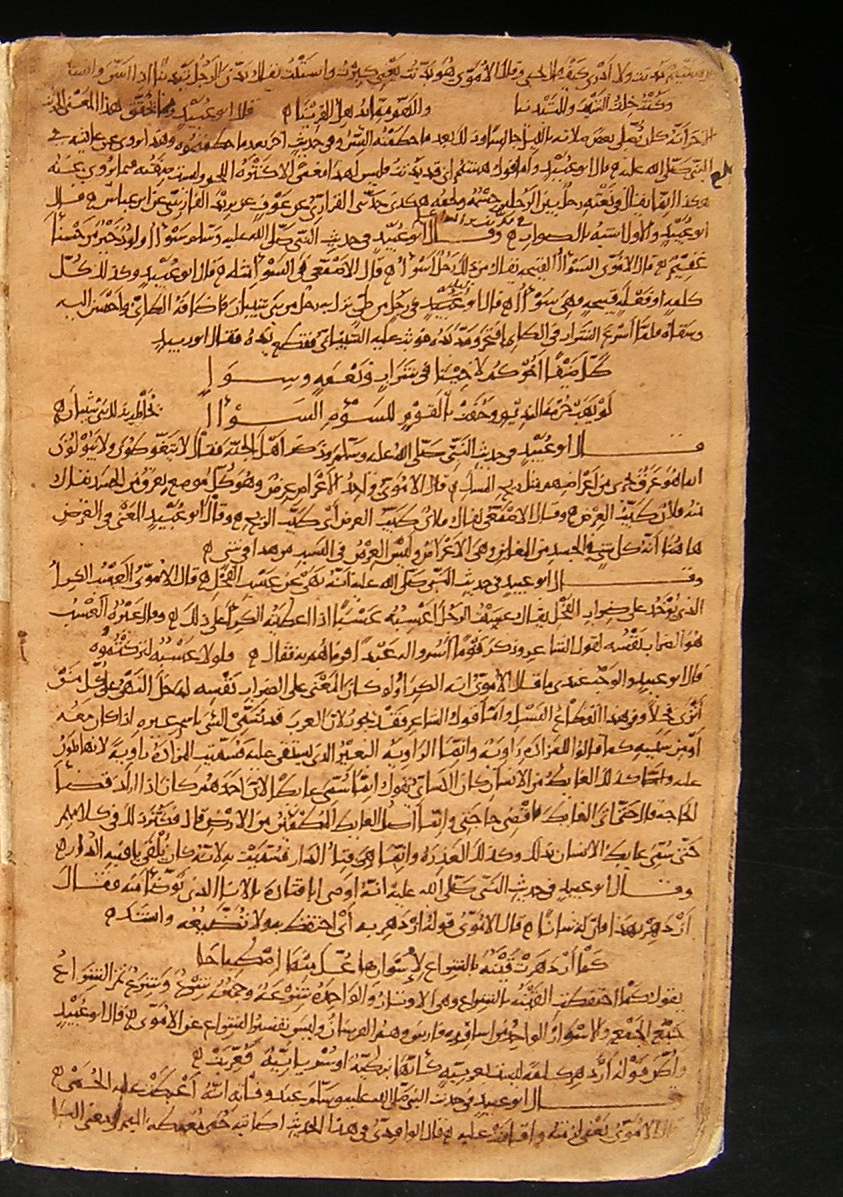
Gharib al-Hadith, di Abu `Ubayd al-Qasim b. Sallam al-Harawi († 223/837). Il più antico manoscritto arabo datato su carta nella biblioteca dell'Università di Leida (datato 319 -931 d.C.-).

Ironia della sorte, i manoscritti che sono stati più accuratamente conservati nelle biblioteche dell'antichità sono praticamente tutti persi. Il papiro ha una vita di almeno un secolo o due in condizioni relativamente umide, tipiche delle zone dell'Italia o della Grecia; solo le opere copiate su pergamena, di solito dopo la conversione generale al cristianesimo, sono sopravvissute, e non tutte.
Originariamente, tutti i libri erano in forma di manoscritto. In Cina, e in seguito in altre parti dell'Asia orientale, la stampa su legno è stata utilizzata per i libri fin dal VII secolo. Il primo esempio datato è il Sutra del Diamante dell'868. Nel mondo islamico e in Occidente, tutti i libri furono manoscritti fino all'introduzione della stampa a caratteri mobili nel 1450 circa. La copia manoscritta dei libri continuò comunque per almeno un secolo, poiché questa tipologia di stampa rimase costosa per molto tempo. I documenti privati o governativi rimasero scritti a mano fino all'invenzione della macchina da scrivere alla fine del XIX secolo. A causa della probabilità che si facessero errori ogni volta che un manoscritto veniva copiato, la filiazione di diverse versioni dello stesso testo divenne una parte fondamentale dello studio e della critica di tutti i testi che venivano trasmessi con il manoscritto.
Nel sud-est asiatico, nel primo millennio, documenti di importanza sufficientemente grande venivano incisi su morbide lastre metalliche come lastre di rame ammorbidite dal fuoco e inscritte con uno stelo metallico. Nelle Filippine, già dal 900 d.C., i documenti non venivano inscritti con lo stelo, ma erano perforati come avviene con le attuali stampanti ad aghi. Questo tipo di documento era raro rispetto alle solite foglie e tavolette di bambù. Tuttavia, né le foglie né la carta erano durevoli quanto il documento metallico nel clima caldo e umido. In Birmania, i kammavaca, manoscritti buddisti, erano incisi su lastre di ottone, rame o avorio, e persino su abiti di monaci scartati, piegati e laccati. In Italia alcuni importanti testi etruschi erano incisi similmente su sottili lastre d'oro: fogli simili sono stati scoperti in Bulgaria. Tecnicamente, queste sono tutte iscrizioni piuttosto che manoscritti.

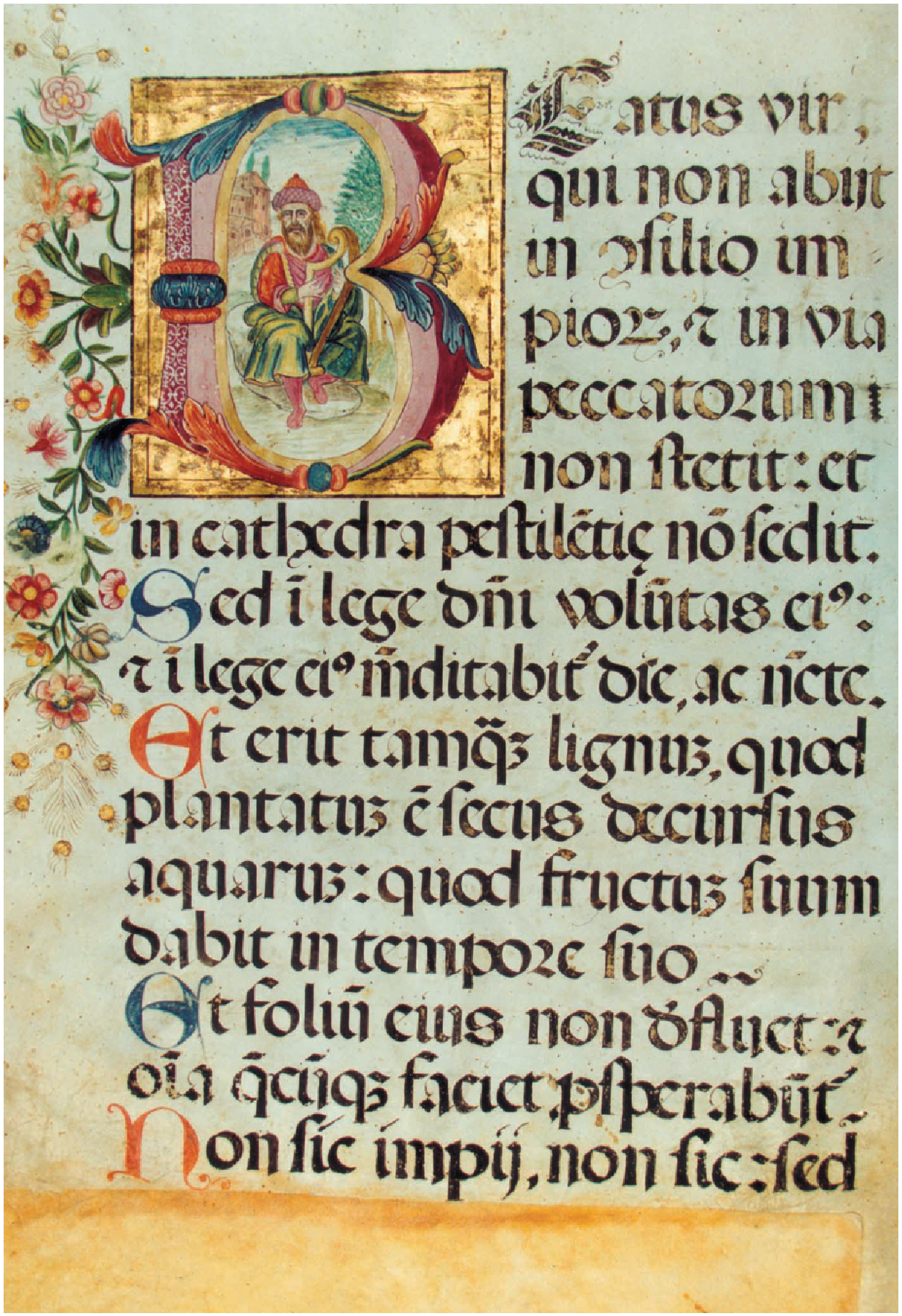
Esempio di salterio diurno manoscritto e miniato del sec. XVII già presente nella Biblioteca Scarabelli di Caltanissetta, rubato nel 2010 proveniente dal Convento dei Cappuccini in contrada Pigna a Caltanissetta.

Lo studio della scrittura, di quella realizzata a "mano" con i manoscritti sopravvissuti fino ad oggi, è definita paleografia. Nel mondo occidentale, dal periodo classico fino ai primi secoli dell'era cristiana, i manoscritti venivano realizzati senza spazi tra le parole (scriptio continua), il che li rende particolarmente difficili da leggere per gli inesperti. Copie di questi primi manoscritti scritti in greco o in latino e di solito risalenti dal IV secolo all'VIII secolo, sono classificati in base al loro uso di lettere maiuscole o minuscole. Manoscritti ebraici, come i rotoli del Mar Morto, non erano invece contraddistinti da una tale differenziazione. I manoscritti che erano contraddistinti da sole lettere maiuscole sono chiamati "maiuscoli", quelli contraddistinti da sole lettere minuscole sono chiamati "minuscoli". Di solito, i manoscritti maiuscoli venivano realizzati con molta più cura.

## Variazioni moderne
Nel contesto della scienza bibliotecaria, un manoscritto è definito come qualsiasi oggetto scritto a mano nelle collezioni di una biblioteca o di un archivio. Ad esempio, una raccolta di lettere o diari scritti a mano da una biblioteca è considerata una raccolta di manoscritti. Tali raccolte di manoscritti sono descritti in conformità con standard di contenuto nazionali e internazionali come DACS e ISAD (G).
In altri contesti, tuttavia, l'uso del termine "manoscritto" non significa più necessariamente qualcosa che sia scritto a mano. Per analogia un dattiloscritto è considerato prodotto con una macchina da scrivere.
Nel libro, nella rivista e nell'editoria musicale, un manoscritto è una copia originale di un'opera scritta da un autore o un compositore, che generalmente segue regole di tipografia e formattazione standardizzate. Nel cinema e nel teatro, un manoscritto, o una sceneggiatura breve, è un testo di un autore o di un drammaturgo, usato da una compagnia teatrale o da una troupe cinematografica durante la produzione della performance o delle riprese del lavoro.

## Scheda catalografica
La descrizione del manoscritto (per la catalogazione) potrebbe procedere secondo il seguente ordine:

### Descrizione esterna
- città
- biblioteca
- segnatura
- origine
- età
- materia
- misure
- consistenza
- struttura
- rigatura
- scrittura
- ornamentazione (miniature, stemmi, rubriche)
- legatura
- storia del manoscritto (note di possesso)

### Descrizione interna (per ciascuna opera contenuta in un manoscritto)
- Autore
- Titolo
- Carte
- Incipit ed explicit
- Rinvio bibliografico

Quanto sopra esposto è ovviamente soltanto uno dei possibili modelli di descrizione. Andrebbe infatti tenuto conto della presenza di manoscritti anche in altre istituzioni, non necessariamente di natura letteraria (per es. il messale di una chiesa che non abbia annessa una biblioteca).

## Manoscritti famosi
- Codex Palatinus 23 e Parisinus Suppl. Gr. 384, che conservano la celebre Antologia Palatina
- Libro di Kells, detto anche il Grande Evangeliario di San Colombano, contiene la traduzione latina dei Vangeli
- Libro di Durrow
- Fragmenta vaticana contiene delle costituzioni imperiali e altre opere di giuristi romani
- Vaticinia di Nostradamus è una raccolta di immagini ispirate alle profezie di Gioacchino da Fiore
- Ilias Picta contiene delle scene dell'Iliade di Omero
- Codex Regius contiene l'Edda poetica, la maggiore raccolta di poemi sulla di mitologia norrena
- Cronaca degli anni passati scritta nel XII secolo: è la più antica cronaca russa
- Codici di Leonardo da Vinci
- Vaticano Latino 3793 e Laurenziano Rediano 9 sono le principali fonti della poesia della scuola siciliana e di Guittone d'Arezzo
- Codice Vaticano latino 3195, il manoscritto del Canzoniere di Francesco Petrarca.[6]
- Papiri di Ercolano, scritti epicurei provenienti dalla Villa dei papiri
- Codex Sinaiticus della Bibbia
- Bibbia Amiatina
- Manoscritti del Mar Morto
- Papiri di Ossirinco
- Codici di Nag Hammadi, testi gnostici
- Pianta di San Gallo
- Manoscritti islamici di Timbuctù
- Magna Carta in Inghilterra
- Domesday Book
- Codici aztechi
- Codici maya
- Codice fiorentino
- Manoscritti di San'a
- Bibbia di Borso d'Este, conservata presso la Biblioteca Estense di   Modena
- Planisfero di Cantino, conservato presso la Biblioteca Estense di Modena
- Codex Rossanensis, prezioso evangeliario del VI secolo
- Codex Gigas, conosciuto anche come bibbia del diavolo

## Finzione letteraria del manoscritto ritrovato
Il "manoscritto ritrovato" è un topos o espediente narrativo frequente nella storia della letteratura. «Cosicché assistiamo da sempre, nella storia letteraria, a una grande varietà di strategie che gli autori attuano per legittimare la propria opera, per dimostrare la sua autenticità o almeno per dissimulare la sua inautenticità; o, ancora, per declinare la responsabilità, moralmente ingiustificabile, della sua creazione. È in questo terreno che si radica l'invenzione del manoscritto ritrovato». La più antica testimonianza è ne Le incredibili avventure al di là di Tule, romanzo alessandrino del I secolo scritto da Antonio Diogene. Antonio Diogene si presentava unicamente come "editore" di un testo "inciso su tavole di cipresso" trovato secoli addietro. Tale espediente letterario lo troviamo in qualche celebre prologo di Chrétien de Troyes.
I principali autori che utilizzarono questo espediente furono:
- L'anonimo autore greco della Ephemeris belli Troiani (Cronaca della guerra di Troia), di cui ci resta un papiro del II-III secolo d.C. e la traduzione latina di Lucio Settimio (IV secolo d.C.), afferma che l'opera sarebbe la traduzione di un originale in fenicio scritto dal leggendario Ditti Cretese, che vide la guerra di Troia al seguito del re Idomeneo; il manoscritto sarebbe stato ritrovato nella tomba di Ditti e fatto tradurre in greco dall'imperatore Nerone;
- Un anonimo autore latino scrisse una Historia de excidio Troiae (VI secolo d.C.) che sarebbe la traduzione di un originale fenicio scritto dal sacerdote Darete Frigio, che era presente alla guerra. Nella prefazione si immagina che Cornelio Nepote invii l'opera a Sallustio, affermando di averla tradotta lui stesso dopo averla trovata ad Atene.
- Leon Battista Alberti nella commedia Philodoxeos fabula.
- Luigi Pulci nel poema Morgante (manoscritto del vescovo Turpino e, nei canti XXV e XXVII, riferimento a un immaginario "famoso Arnaldo").
- Andrea da Barberino nel romanzo in prosa I Reali di Francia in cui si fa riferimento ad una presunta cronaca manoscritta di Urmano da Parigi.
- Matteo Maria Boiardo nel poema epico-cavalleresco l'Orlando innamorato (manoscritto di Turpino).
- Ludovico Ariosto nel poema epico-cavalleresco l'Orlando Furioso (manoscritto di Turpino).
- Miguel Cervantes nel romanzo Don Chisciotte (manoscritto in aljamiado di Cite Hamete Benengeli).
- Daniel Defoe nel romanzo Memorie di un cavaliere (manoscritto anonimo rinvenuto fra le carte di un segretario di stato del re Guglielmo III d'Inghilterra).
- Giovanni Paolo Marana ne L'esploratore turco.[9]
- James Macpherson nei Canti di Ossian.
- Alessandro Verri nei romanzi Le avventure di Saffo poetessa di Mitilene e Vita di Erostrato (in quest'ultimo romanzo, manoscritto di un antico greco, Dinarco).
- Vincenzo Cuoco nel romanzo Platone in Italia (manoscritto in greco).
- Horace Walpole nel romanzo Il castello di Otranto (manoscritto italiano del 1529)
- Walter Scott in Ivanhoe (manoscritto anglo-normanno).
- Jan Potocki nel Manoscritto trovato a Saragozza.
- Alessandro Manzoni nei Promessi sposi (un "dilavato e graffiato autografo" seicentesco).
- Giacomo Leopardi nel Preambolo al Frammento apocrifo di Stratone da Lampsaco nelle Operette morali (codice trovato nella biblioteca di un monastero di Monte Athos).
- Nathaniel Hawthorne nel romanzo La lettera scarlatta.
- Jules Verne nel romanzo Viaggio al centro della Terra (una pergamena con un messaggio cifrato in alfabeto runico).
- J.R.R. Tolkien nel romanzo Il Signore degli Anelli (il Libro Rosso dei Confini Occidentali).
- Mario Pomilio nel romanzo Il quinto evangelio.
- Umberto Eco nel romanzo Il nome della rosa e, con una variante, ne Il cimitero di Praga.
- Fëdor Dostoevskij, nel romanzo Memorie dalla casa dei morti.

Recentemente Paulo Coelho nel romanzo Il manoscritto ritrovato ad Accra presenta invece una propria interpretazione di una pergamena del 1307, scritta ad Accra, ritrovata a Nag Hammadi in Egitto nel 1974 e scritta in tre lingue: arabo, ebraico e latino.